# Saint-Louis de Poissy

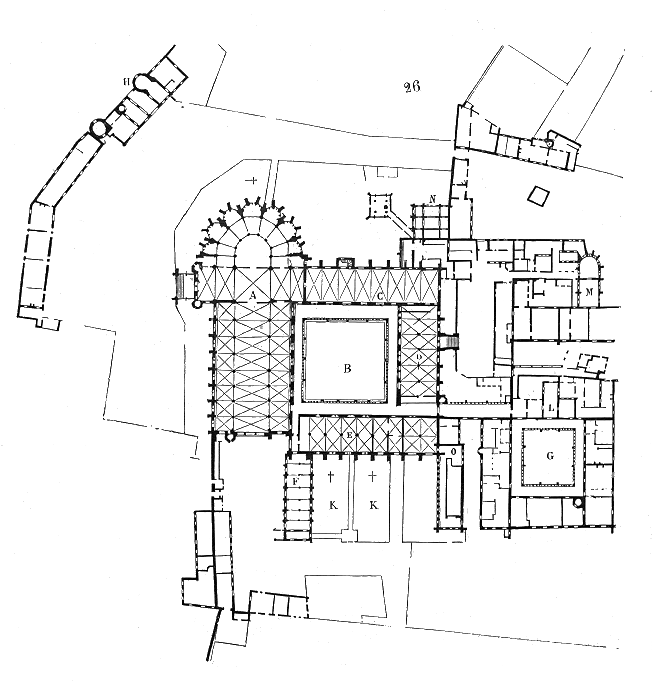
Plan des Klosters Saint-Louis de Poissy (nach Viollet-le-Duc)

Die Priorei Saint-Louis in Poissy im Département Yvelines (Frankreich) ist ein ehemaliges Dominikanerkloster, das im 14. Jahrhundert gegründet wurde. Es wurde während und nach der Französischen Revolution fast vollständig zerstört. Lediglich die Porterie (Torhaus) existiert noch; sie beherbergt heute ein Spielzeugmuseum.
Die Gründung des Klosters geht auf König Philipp IV. von Frankreich (1268–1314) zurück, den Enkel Ludwigs des Heiligen, der kurze Zeit nach seiner Heiligsprechung 1297 den Bau zu Ehren seines Großvaters an dessen Geburtsort befahl, auch wenn dafür die neue Burg Poissy in der Nähe der Stiftskirche Notre-Dame abgerissen werden musste.
Vom 12. bis zum 16. August 1346 residierte hier der englische König Eduard III., bevor er die Seine überquerte, um nach Flandern weiterzuziehen. Im Jahr 1400 stattete Christine de Pisan dem Kloster einen Besuch ab, von dem eine Beschreibung in ihrem „Dict de Poissy“ zeugt. Vom 9. bis zum 26. September 1561 fand im Refektorium des Klosters das Kolloquium von Poissy statt, mit dem eine Aussöhnung zwischen Katholiken und Protestanten erreicht werden sollte.
Während der Französischen Revolution wurde das Kloster geräumt und zur Plünderung freigegeben. Die Gemeinde Poissy gab Kloster und Klosterkirche später aus finanziellen Gründen ganz auf. Das Kloster wurde verkauft und bis auf die „Porterie“ abgerissen.

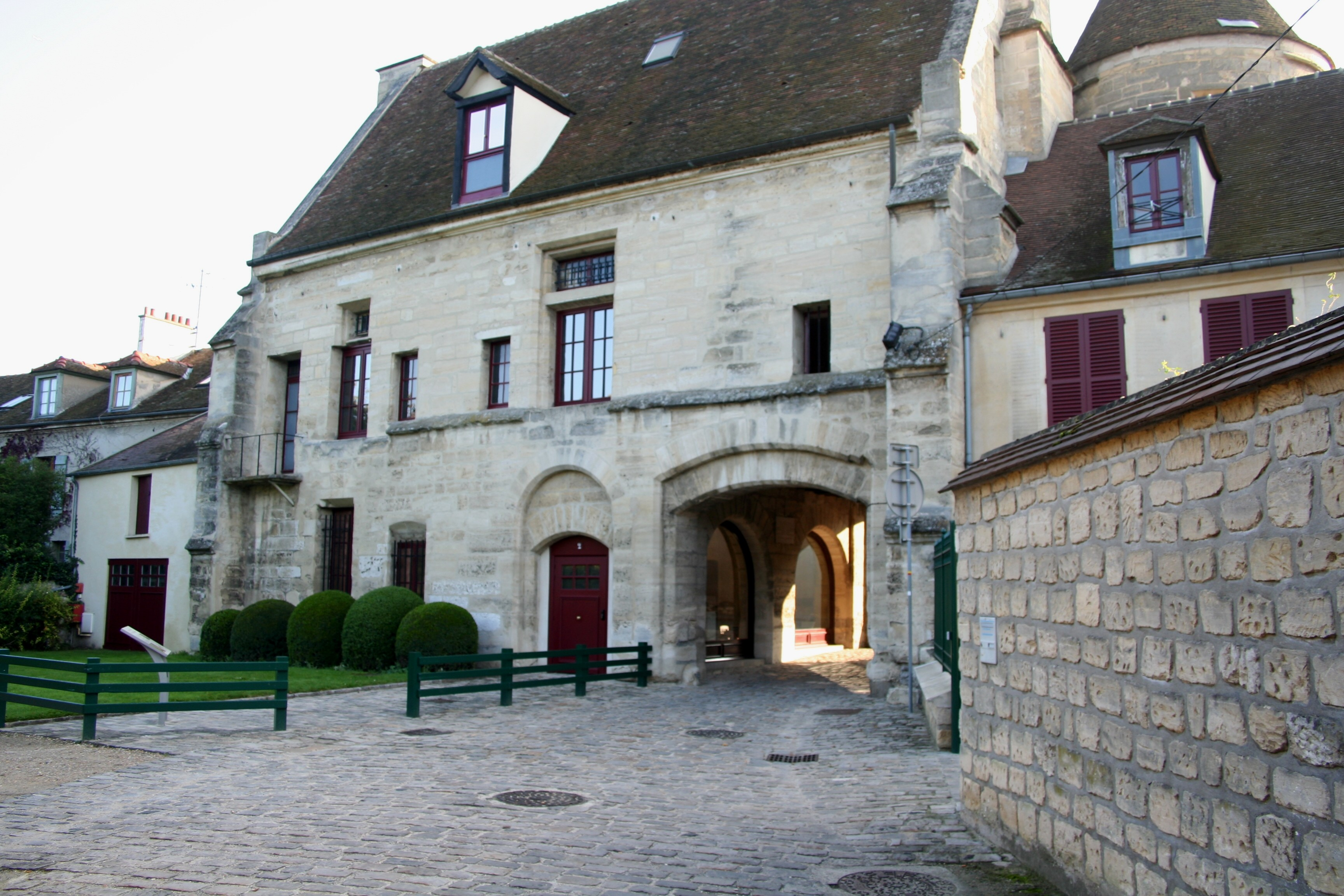
Rückansicht der Porterie

## Die Priorinnen
1. Mathée de La Roche († 1334), 1304 von Philipp IV. ernannt, erste Priorin als Tutorin von Marie de Bourbon, kam aus dem Kloster Montargis[1].
2. Marie de Bourbon-Clermont, Priorin von 1334 bis 1344, anfangs als Mündel von Mathée de La Roche, Tochter von Robert de France, Comte de Clermont; trat erblindet zurück und starb am 17. Mai 1372 in Paris
3. Pernelle Pelletot († 1351), Priorin von 1344 bis 1351
4. Catherine Guignard, dit « La Guyenarde »; Priorin ab 1351, floh während der Religionskriege in der Île-de-France mit den Nonnen nach Paris, wo sie starb; ihr Leichnam wurde nach Poissy zurückgebracht und 1380 dort bestattet.
5. Alice de Pauqueville († 1375), trat 1374 zurück
6. Jeanne de Pauqueville, Schwester ihrer Vorgängerin, gewählt im Januar 1375, trat 1380 zurück
7. Marie de Bourbon, Tochter von Pierre I. de Bourbon (* 1347, † 10. Januar 1401), Priorin von 1380 bis 1401; trat im Alter von 4 Jahren ins Kloster ein, legte 1351 die Gelübde ab; ihr Bruder Louis II. de Bourbon gab ihr am 1. März 1380 eine Rente von 500 Livre und dem Kloster die Herrschaft Carrières-sous-Poissy, das Hôtel du Petit-Bourbon in Paris und die Ortschaft; sie war die Schwägerin des Königs Karl V.
8. Marie Marcel († November 1417), gewählt im Januar 1401, Rücktritt im Oktober 1415.
9. Alice Loutrel († Dezember 1418), gewählt im Oktober 1415
10. Isabelle Secrivain, dite « La Secrivaine » († Dezember 1438), gewählt im Februar 1418 oder 1419, Rücktritt 1423
11. Yolande Norry († April 1453), gewählt im Oktober 1423
12. Marie de Valois (* 24. August 1393; † 19. August 1438 an der Pest), Tochter von Karl VI. und Isabeau, trat im Alter von 4 Jahren ins Kloster ein
13. Marie d’Amboise de Chaumont († 1462), gewählt 1453, Tochter von Hugues V. d'Amboise und Marguerite de Joinville.
14. Marie Juvénal des Ursins († 1479), gewählt 1462, Tochter von Jean Juvénal des Ursins und Michelle de Vitry.
15. Caroline/Charlotte d’Amboise de Chaumont († 1497), gewählt Dezember 1479, Tochter von Pierre d’Amboise und Anne de Beuil.
16. Jeanne d’Estouteville de Torcy, gewählt 1497, 1507 abgesetzt, Tochter von Guillaume d’Estouteville, Seigneur de Torcy, und Jeanne d’Ondeauville.
17. Prégente de Melun de Nantouillet († 1521), Priorin von 1507 bis 1521, Tochter von Charles de Melun und Anne Philippine de la Rochefoucauld
18. Charlotte de Chabannes de La Palice († 28. Mai 1540), gewählt 1521, Tochter von Geoffroi de Chabannes und Charlotte de Prie, Schweste von Jacques II. de Chabannes
19. Marie de Pisseleu d’Heilly, gewählt im September 1540, 1546/47 in der Abtei Maubuisson, Schwester von Anne de Pisseleu d’Heilly, Duchesse d'Étampes.
20. Françoise de Vieux-Pont († 1559), gewählt März 1547
21. Marie de la Rochefoucauld (* 1529; † 15. März 1562), Gelübde am 2. Juli 1543, gewählt am 11. Juli 1559, Tochter von François II. de la Rochefoucauld, Prince de Marcillac, und Anne de Polignac
22. Marguerite Dupuy de Vatan († November 1583), gewählt im März 1562
23. Jeanne de Gondi († 9. Oktober 1623), Tochter von Antonio de Gondi und Marie Catherine Pierrevive, von König Heinrich III. 1583 ernannt[2]
24. Louise de Gondi (* 1573; † 29. August 1661), Nichte ihrer Vorgängerin, Tochter von Albert de Gondi (1522–1602), gewählt 1623
25. Elisabeth de Bermond, gewählt für September 1661 bis September 1664 (aufgrund einer päpstlichen Bulle, die die Amtszeit auf drei Jahre beschränkte)
26. Hélène de Grandvilliers, Priorin von 1664 bis 1668
27. Marguerite Guyonne de Cossé-Brissac, Nonne in Chelles, Koadjutrix von Louise de Gondi, Tochter von François de Cossé, Duc de Brissac, amtierte auf Beschluss des Conseil Royal nur 1668 und kehrte dann nach Chelles zurück
28. Caroline/Charlotte d’Albert d’Ailly († 1707), 1669 vom König ernannt, 1675 vom Papst auf Lebenszeit eingesetzt, Tochter von Honoré d’Albert, Duc de Chaulnes, Marschall von Frankreich, und Claire Charlotte Eugénie d’Ailly
29. Jeanne Caroline Rose de Mailly-Nesle († März 1742), Schwester des Kardinals François de Mailly, Erzbischof von Reims, vom König im März 1707 ernannt, 1719 vom Conseil d’État bestätigt
30. Anne Geneviève de Sainte-Hermine de La Laigne, ernannt im März 1742
31. Marthe de La Baume de La Suze, ernannt 1753
32. Jeanne Julie de Quelen, ernannt 1768, letzte Priorin von Poissy, musste das Kloster während der Revolution verlassen und zog sich am 12. Oktober 1792 zu Armand Désiré Vignerot du Plessis, Duc d’Aiguillon (Haus Vignerot), nach Rueil-Malmaison zurück.